# 两元站
兩元站（：／ Yangwon yeok */?）是嶺東線沿線的一座鐵路車站，位於韓國庆尚北道奉化郡小川面。该站落成于1988年4月1日，是韩国第一个单纯由民众建造的车站。该地所在的区域交通极其不便，只有铁路线连通此地与外界，故在两元站完工前居民会通过铁路线外出，造成了许多事故。两元站至今仍为临时车站性质，是韩国现在仍在提供服务的四个临时车站之一。该站一度在2011年遭遇废站危机，但最后在当地居民努力下保留。现有無窮花號、東海聖誕列車及白頭大幹峽谷列車等列车停靠。

## 历史
两元站位于庆尚北道奉化郡小川面汾川里，这是一个位于深谷之中的村庄，至今与周围的承富和肥洞站无公路连接。1955年，荣岩线（荣州至铁岩，1963年并入现有的嶺東線）开通，铁路线经过当地但并无设置车站，但这条沿着洛東江建设的铁路线成了当地人最快且唯一的出路。尽管如此，居民仍需要步行数小时前往最近的车站，且该段铁路线有大量的隧道，所以经常出现火车与人相撞的事故。为了避免事故发生和获取交通的便利，当地居民自行用石头和砖块在铁道线边搭建了一个面积约为三坪的简易车站，并命名为两元站。两元站于1988年4月1日得到官方承认为临时停车站并开始停靠列车。如今两元站仍是临时性质，是韩国仍在运行的四个临时停车站之一。
2011年，随着KTX全羅線的开通，两元站成为了因为人流量少而被计划废除的14个车站之一。为了保住车站，当地居民选择每人乘坐两次列车前往太白、铁岩和奉化等地的方式增加人流量以保护车站。在计划实施的10月5日，列车照常经停两元站，这也使其成为该计划中唯一没有被废止的车站。现在無窮花號每日有四班列车停靠此地，白頭大幹峽谷列車、東海聖誕列車在正常情况下有十班列车停靠两元站。

## 文化
由李章焄执导，演员朴正民、李聖旻、林潤娥领衔主演的电影《奇蹟：給總統的一封信》是以现实的两元站诞生为背景而创作。该电影依照两元站建成的史实改编，讲述了当地人为了建造一个新车站而努力的故事。该电影于2021年9月15日在韩国上映。
由于车站周围状况不佳，电影中出现的两元站场景并非真实的两元站，而是在旌善郡和原州市等地取景。故电影中的江水也非所描述的洛东江，而是蟾津江。